# 요쓰바시역
요쓰바시역(일본어: 四ツ橋駅, よつばしえき)은 일본 오사카부 오사카시 니시구에 있는 철도역이다.

## 타는 곳
| 1 | ■ 요쓰바시 선 | 다이코쿠초 · 스미노에코엔 방면 |
| 2 | ■ 요쓰바시 선 | 히고바시 · 니시우메다 방면     |

신사이바시 역(미도스지 선, 나가호리쓰루미료쿠치 선)에 승강장이 이어져 있다.

## 역사
- 1965년 10월 1일: 영업 개시.
- 1996년 12월 11일: 나가호리쓰루미료쿠치 선 신사이바시 역으로 접속.

## 인접역
| ■ 오사카 메트로 요쓰바시선 | ■ 오사카 메트로 요쓰바시선 | ■ 오사카 메트로 요쓰바시선 |
| -------------------------- | -------------------------- | -------------------------- |
| 혼마치 니시우메다 방면     |                            | 난바 스미노에코엔 방면     |